# Grand Prix de Ouest-France 1997
Il Grand Prix de Ouest-France 1997, sessantunesima edizione della corsa, si svolse il 31 agosto 1997 su un percorso totale di 209 km. Fu vinta dall'italiano Andrea Ferrigato che terminò la gara in 4h58'32.

## Ordine d'arrivo (Top 10)
| Pos. | Corridore           | Squadra        | Tempo    |
| ---- | ------------------- | -------------- | -------- |
| 1    | Andrea Ferrigato    | Roslotto       | 4h58'32" |
| 2    | Sergio Barbero      | Mercatone Uno  | s.t.     |
| 3    | Chris Horner        | F. des Jeux    | a 2"     |
| 4    | Laurent Madouas     | Lotto-Mobistar | a 5"     |
| 5    | Oleksandr Hončenkov | Roslotto       | a 46"    |
| 6    | Richard Virenque    | Festina-Lotus  | s.t.     |
| 7    | Stéphane Heulot     | F. des JeuxJ   | s.t.     |
| 8    | Cédric Vasseur      | GAN            | s.t.     |
| 9    | Claudio Chiappucci  | Asics-C.G.A.   | a 1'00"  |
| 10   | Nicolas Jalabert    | Cofidis        | a 2'13"  |